# خيسوس فيلالوبوس
خيسوس فيلالوبوس (بالإسبانية: Jesús Villalobos)‏ هو لاعب كرة قدم تشيلي في مركز الدفاع، ولد في 17 مارس 1993 في تالكا في تشيلي. لعب مع نادي أونيفرسيداد كاتوليكا.